# Pseudocoeliodes
Pseudocoeliodes är ett släkte av skalbaggar. Pseudocoeliodes ingår i familjen vivlar.
Kladogram enligt Catalogue of Life:
| Pseudocoeliodes | \| \| Pseudocoeliodes rubricus \| \| \| \| \| \| Pseudocoeliodes zonatus \| \| \| \| |
|                 | \| \| Pseudocoeliodes rubricus \| \| \| \| \| \| Pseudocoeliodes zonatus \| \| \| \| |
|                 | Pseudocoeliodes rubricus                                                             |
|                 |                                                                                      |
|                 | Pseudocoeliodes zonatus                                                              |
|                 |                                                                                      |